# La pareja perfecta
The Perfect Couple (en España e Hispanoamérica: La pareja perfecta) es una serie de televisión de misterio estadounidense creada por Jenna Lamia y estrenada el 5 de septiembre de 2024 en Netflix. Esta protagonizada por Nicole Kidman, Liev Schreiber, Dakota Fanning y Eve Hewson. Se trata de una adaptación de la novela homónima de 2018 de Elin Hilderbrand.

## Sinopsis
Amelia Sacks (Hewson) está a punto de casarse con Benji Winbury, un miembro de la familia más rica de Nantucket (Massachusetts), pese a la desaprobación de su matriarca, la novelista Greer Garrison (Kidman). Pero cuando se encuentra un cuerpo en la playa durante la pre-boda y se revelan secretos, todo el mundo se convierte en sospechoso.

## Reparto
- Eve Hewson como Amelia Sacks, la novia y zoóloga de familia de clase media
- Billy Howle como Benji Winbury, el novio y segundo hijo de una familia muy rica
- Nicole Kidman como Greer Garrison Winbury, novelista de éxito y esposa de Tag
- Liev Schreiber como Tag Winbury, empresario rico y marido de Greer
- Meghann Fahy como Merritt Monaco, mejor amiga de Amelia y su dama de honor
- Donna Lynne Champlin como Nikki Henry, inspectora de policía
- Michael Beach como Dan Carter, policía de Nuntucket
- Ishaan Khataar como Shooter Dival, amigo del novio y su padrino
- Jack Raynor como Thomas Winbury, hermano mayor de Benji
- Dakota Fanning es Abby Winbury, esposa de Thomas
- Sam Nivola como Will Winbury, el hermano pequeño de Benji
- Mia Isaac como Chloe Carter, hija del policía Dan Carter
- Irina Dubova como Gosia, miembro del servicio de los Winbury
- Nick Searcy como Carl
- Isabelle Adjani como Isabel Nallet, amiga de la familia
- Dendrie Taylor como Karen Sacks, la madre de Amelia
- Michael McGrady como Bruce Sacks, el padre de Amelia

## Producción

### Desarrollo
En 2019 Fox Entertainment tenía planificada la adaptación de la novela de Hilderbrand. Se anunció que Jenna Lamia adaptaría el libro para el proyecto en diciembre de 2019.
En agosto del 2022 se anunció que recibió luz verde como serie de seis episodios en Netflix y que Lamia sería su productora creadora y Bier, la directora de la adaptación. Lamia, Bier y la autora de los libros Hilderbrand ejercieron de productoras ejecutivas con Nicole Kidman y Per Saari para Blossom Films, Shawn Levy y Josh Barry, de 21 Laps Entertainment, y Gail Berman y Hend Baghdady para The Jackal Group.
Uno de los cambios respecto de la novela es el cambio de nombre de la novia, de Celeste Otis a Amelia Sacks.

### Casting
En marzo de 2023 aparecieron noticias de que Nicole Kidman, Liev Schreiber, Dakota Fanning y otros actores protagonizarían la serie. Más tarde, se confirmó oficialmente que Nicole Kidman, Liev Schreiber, Dakota Fanning, Eve Hewson y Billy Howle formarían parte del reparto. El reparto restante incluye Ishaan Khattar, Jack Reynor, Sam Nivola, Mia Isaac, Donna Lynne Champlin e Isabelle Adjani. Más tarde ese mismo mes Omar Epps se unió al reparto.

### Rodaje
El rodaje principal se programó de abril a junio de 2023 en Massachusetts con grabaciones en Chatham, Eastward Point, Harwich y alrededores de Cabo Cod. La filmación en Nantucket y Chatham sufrió un piquete en septiembre de 2023 por miembros en huelga de los sindicatos SAG-AFTRA.